# 五龍背温泉
五龍背温泉（ごりゅうはいおんせん、ウーロンベイおんせん）は、丹東市振安区の郊外約17kmの五龍背鎮にある温泉。戦前には熊岳城温泉、湯崗子温泉とともに満州三温泉地の1つに数えられた。五龍背山より名づけられ、「五龍神水」と称される。

## 概要
唐の太宗が高句麗親征の際に療養したとの伝説が伝えられる。日清戦争中に日本軍の第5師団歩兵第11連隊兵站部が温泉を発見し、日露戦争時には日本軍の療養所となった。その後、日露戦争に従軍していた日本人が旅館を創業し、後に南満洲鉄道（満鉄）が旅館の経営を引き継いだ。かつて満洲国時代は、満鉄直営の五龍閣、保養館、聚楽館などの温泉旅館があった。現在は、日帰り入浴施設の温泉山荘「遊泳館」があり、温泉プールなどもある娯楽施設となっている。
丹東新区に2016年オープンした江戸温泉城は、五龍背温泉の湯が運搬されて使われている。
現在は背後の五龍山（海抜396メートル）を含む五龍山風景区として観光整備されている。  

## 泉質
- 無色透明。泉温71℃。弱アルカリ性温泉。炭酸塩、重炭酸塩等を含む弱塩泉。

## 交通

### 戦前
満鉄安奉線五龍背駅が最寄駅で、温泉場は駅のすぐ近くに設けられていた。満鉄は温泉客の取り込みを積極的に行っており、安奉線を通過する急行列車の一部を五龍背駅に停車させる他、主要駅から五龍背駅までの往復割引切符を販売していた。

### 現在
丹東駅前のバスターミナルより鳳山または五龍背温泉行きバス。